# Ислам в Малайзии

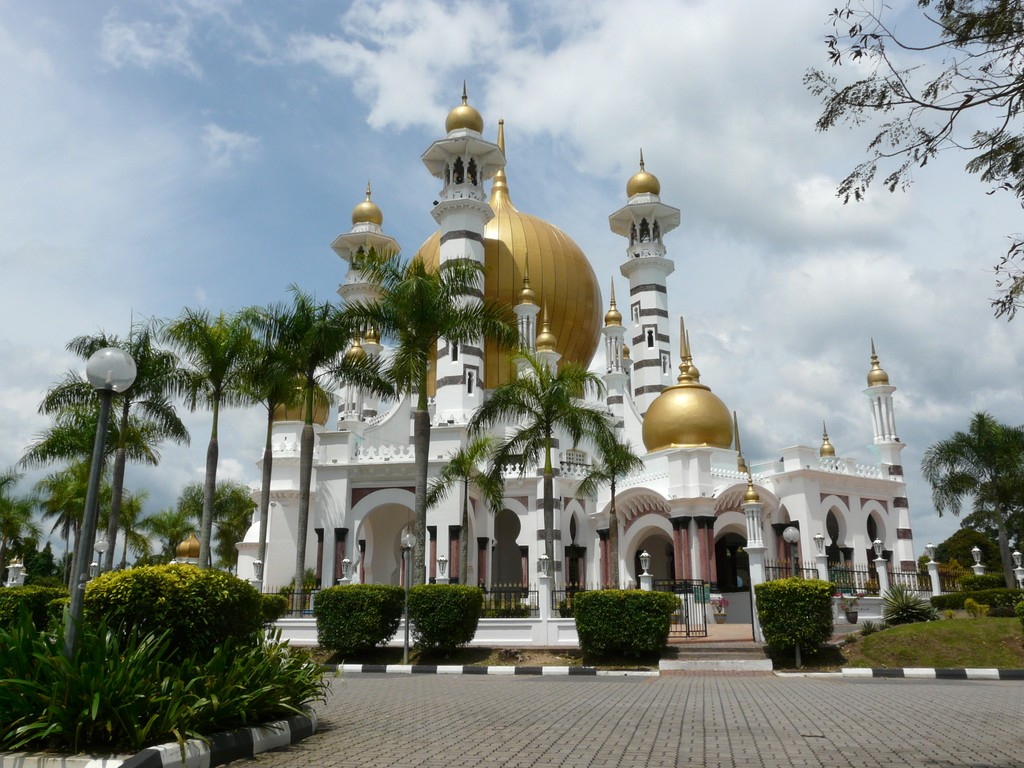
Мечеть Убудия в Куала-Кангсаре

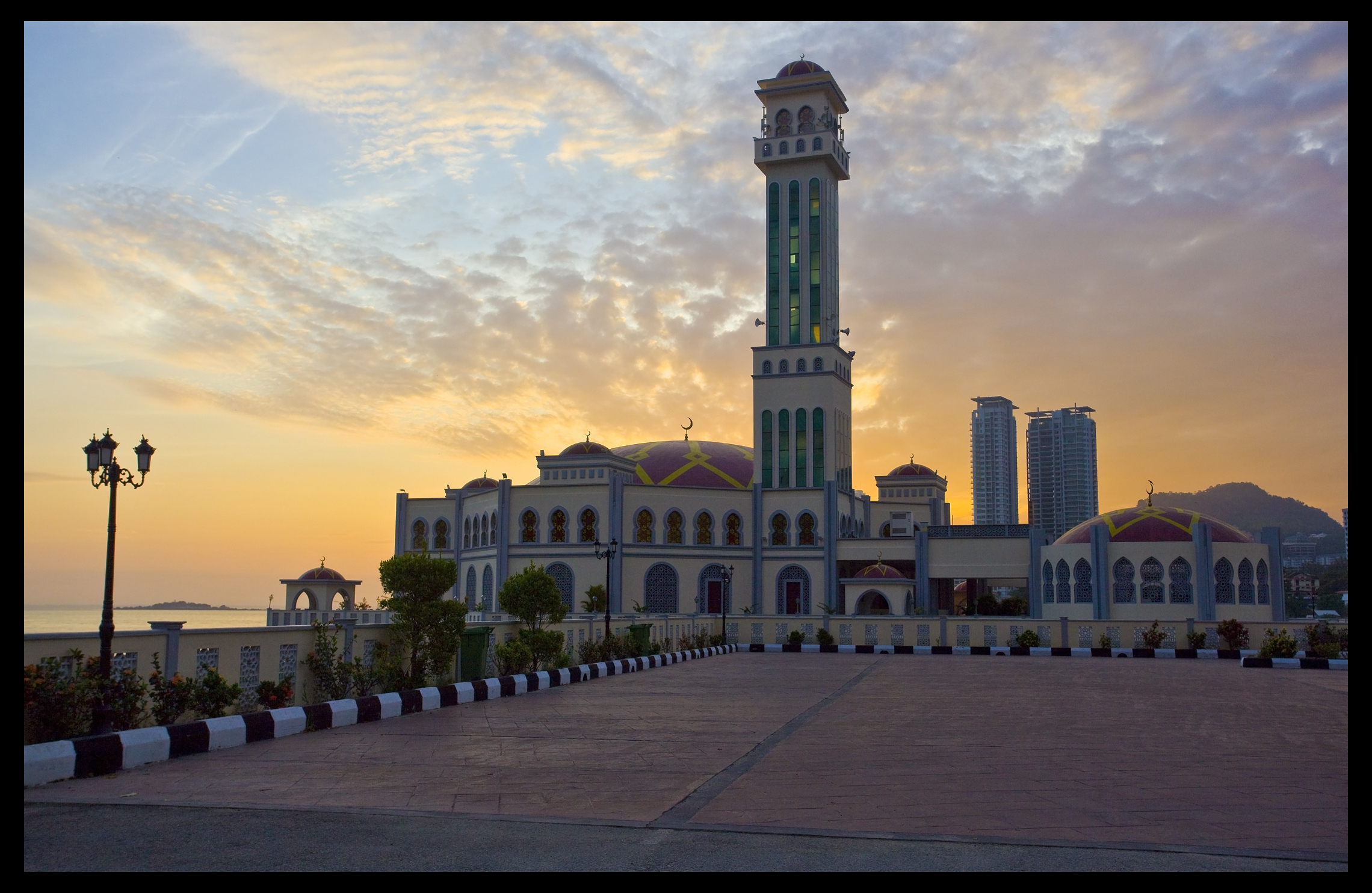
Плавучая мечеть на острове Пинанг

Ислам в Малайзии представлен шафиитской религиозно-правовой школой суннитского толка.
Ислам в Малайзии получил распространение благодаря торговцами, прибывавшими из Аравии и Персии, а также Индии и Китая. Ислам утвердился в Малайзии в XV веке.
В Конституции Малайзии исламу предоставлен статус «религии Федерации», что символизирует его важность для малайзийского общества, при этом Малайзия конституционно определяется как светское государство. Поэтому можно свободно исповедовать другие религии.
Ислам в Малайзии — наиболее распространенная  религия. По состоянию на 2020 год насчитывалось около 20,6 миллиона адептов ислама, то есть 63,5% населения страны. Различные исламские праздники, такие как Курбан-байрам, Ураза-байрам и Маулид, были объявлены национальными праздниками наряду с Рождеством, Китайским Новым годом и Дипавали.